# Qatar Total Open 2017
Qatar Total Open 2017 byl tenisový turnaj pořádaný jako součást ženského okruhu WTA Tour, který se hrál na otevřených dvorcích s tvrdým povrchem v areálu Khalifa International Tennis and Squash Complex. Konal se mezi 13. až 18. únorem 2017 ve katarském hlavním městě Dauhá jako patnáctý ročník turnaje.
Událost s rozpočtem 776 000 dolarů patřila do kategorie WTA Premier. Do soutěže dvouhry nastoupilo dvacet osm hráček a čtyřhry se účastní šestnáct párů.
Nejvýše nasazenou hráčkou ve dvouhře se stala opět světová dvojka Angelique Kerberová z Německa, jíž ve druhém kole vyřadila Darja Kasatkinová. Jako poslední přímá účastnice do dvouhry zasáhla 34. lotyšská hráčka žebříčku Anastasija Sevastovová.
Osmý singlový titul na okruhu WTA Tour vybojovala česká světová trojka Karolína Plíšková. Premiérovou společnou trofej si ze čtyřhry odvezl  americko-slovinský pár Abigail Spearsová a Katarina Srebotniková.

## Distribuce bodů a finančních odměn

### Distribuce bodů
| Soutěž  | vítězky | finalistky | semifinalistky | čtvrtfinalistky | 16 v kole | 32 v kole | Q  | Q3 | Q2 | Q1 |
| ------- | ------- | ---------- | -------------- | --------------- | --------- | --------- | -- | -- | -- | -- |
| dvouhra | 470     | 305        | 185            | 100             | 55        | 1         | 25 | 18 | 13 | 1  |
| čtyřhra | 470     | 305        | 185            | 100             | 1         | —         | —  | —  | —  | —  |

### Finanční odměny
| Soutěž                                | vítězky  | finalistky | semifinalistky | čtvrtfinalistky | 16 v kole | 32 v kole | Q  | Q2     | Q2     | Q1   |
| ------------------------------------- | -------- | ---------- | -------------- | --------------- | --------- | --------- | -- | ------ | ------ | ---- |
| dvouhra                               | $132 740 | $70 880    | $36 850        | $20 350         | $10 915   | $6 925    | $0 | $3 110 | $1 650 | $920 |
| čtyřhra                               | $41 520  | $22 180    | $12 120        | $6 155          | $3 350    | —         | —  | —      | —      | —    |
| částky ve čtyřhře jsou uváděny na pár |          |            |                |                 |           |           |    |        |        |      |

## Ženská dvouhra

### Nasazení
| Stát                         | Hráčka              | WTA | Nasazení |
| ---------------------------- | ------------------- | --- | -------- |
| Německo                      | Angelique Kerberová | 2.  | 1.       |
| Česko                        | Karolína Plíšková   | 3.  | 2.       |
| Slovensko                    | Dominika Cibulková  | 5.  | 3.       |
| Polsko                       | Agnieszka Radwańská | 6.  | 4.       |
| Španělsko                    | Garbiñe Muguruzaová | 7.  | 5.       |
| Rusko                        | Jelena Vesninová    | 15. | 6.       |
| Švýcarsko                    | Timea Bacsinszká    | 16. | 7.       |
| Česko                        | Barbora Strýcová    | 17. | 8.       |
| Žebříček WTA k 6. únoru 2017 |                     |     |          |

### Jiné formy účasti
Následující hráčky obdržely divokou kartu do hlavní soutěže:
- Fatma Al-Nabhaniová
- Çağla Büyükakçay

Následující hráčky postoupily z kvalifikace:
- Madison Brengleová
- Lauren Davisová
- Jelena Jankovićová
- Christina McHaleová

### Odhlášení
před zahájením turnaje
- Johanna Kontaová → nahradila ji Irina-Camelia Beguová
- Světlana Kuzněcovová → nahradila ji Laura Siegemundová
- Carla Suárezová Navarrová → nahradila ji Mónica Puigová

### Skrečování
- Timea Bacsinszká (poranění levého stehna)[1]
- Julia Putincevová[1]

## Ženská čtyřhra

### Nasazení
| Stát                                                                     | Hráčka            | Stát      | Hráčka                | WTA | Nasazení |
| ------------------------------------------------------------------------ | ----------------- | --------- | --------------------- | --- | -------- |
| Čínská Tchaj-pej                                                         | Čan Jung-žan      | Švýcarsko | Martina Hingisová     | 20. | 1.       |
| Indie                                                                    | Sania Mirzaová    | Česko     | Barbora Strýcová      | 21. | 2.       |
| Česko                                                                    | Andrea Hlaváčková | Čína      | Pcheng Šuaj           | 26. | 3.       |
| USA                                                                      | Abigail Spearsová | Slovinsko | Katarina Srebotniková | 46. | 4.       |
| Žebříček WTA k 6. únoru 2017; číslo je součtem umístění obou členek páru |                   |           |                       |     |          |

### Jiné formy účasti
Následující páry obdržely divokou kartu do hlavní soutěže:
- Fatma Al-Nabhaniová /  Murbaka Al Naemiová
- Čuang Ťia-žung /  Jelena Jankovićová

Následující pár nastoupil do čtyřhry z pozice náhradníka:
- Madison Brengleová /  Naomi Broadyová

### Odhlášení
před zahájením turnaje
- Timea Bacsinszká (poranění levého stehna)

## Přehled finále

### Ženská dvouhra
- Karolína Plíšková vs.  Caroline Wozniacká, 6–3, 6–4

### Ženská čtyřhra
- Abigail Spearsová /  Katarina Srebotniková vs.  Olga Savčuková /  Jaroslava Švedovová, 6–3, 7–6(9–7)